# Old Man of Hoy

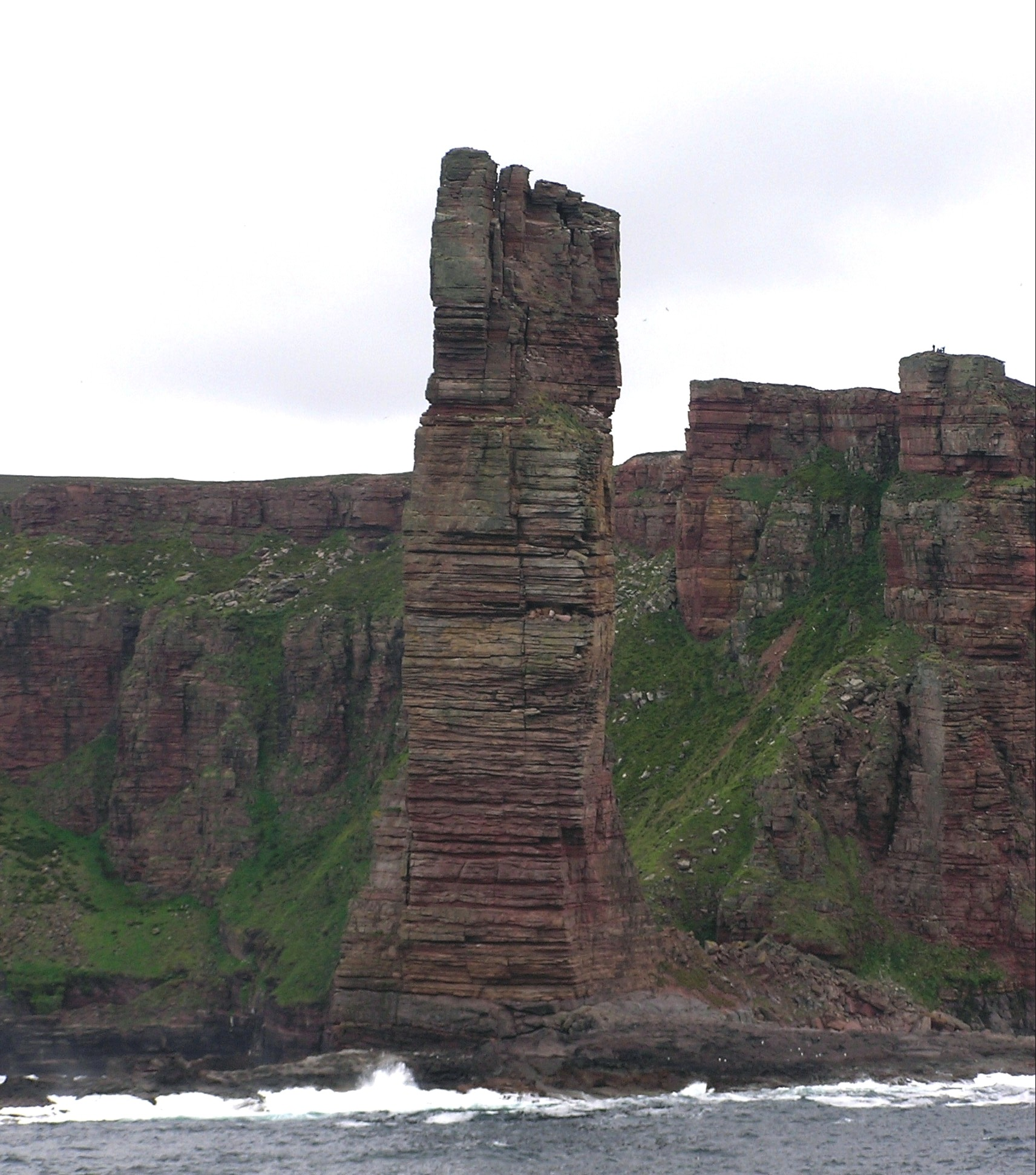
The Old Man of Hoy vist des del MV Hamnavoe.

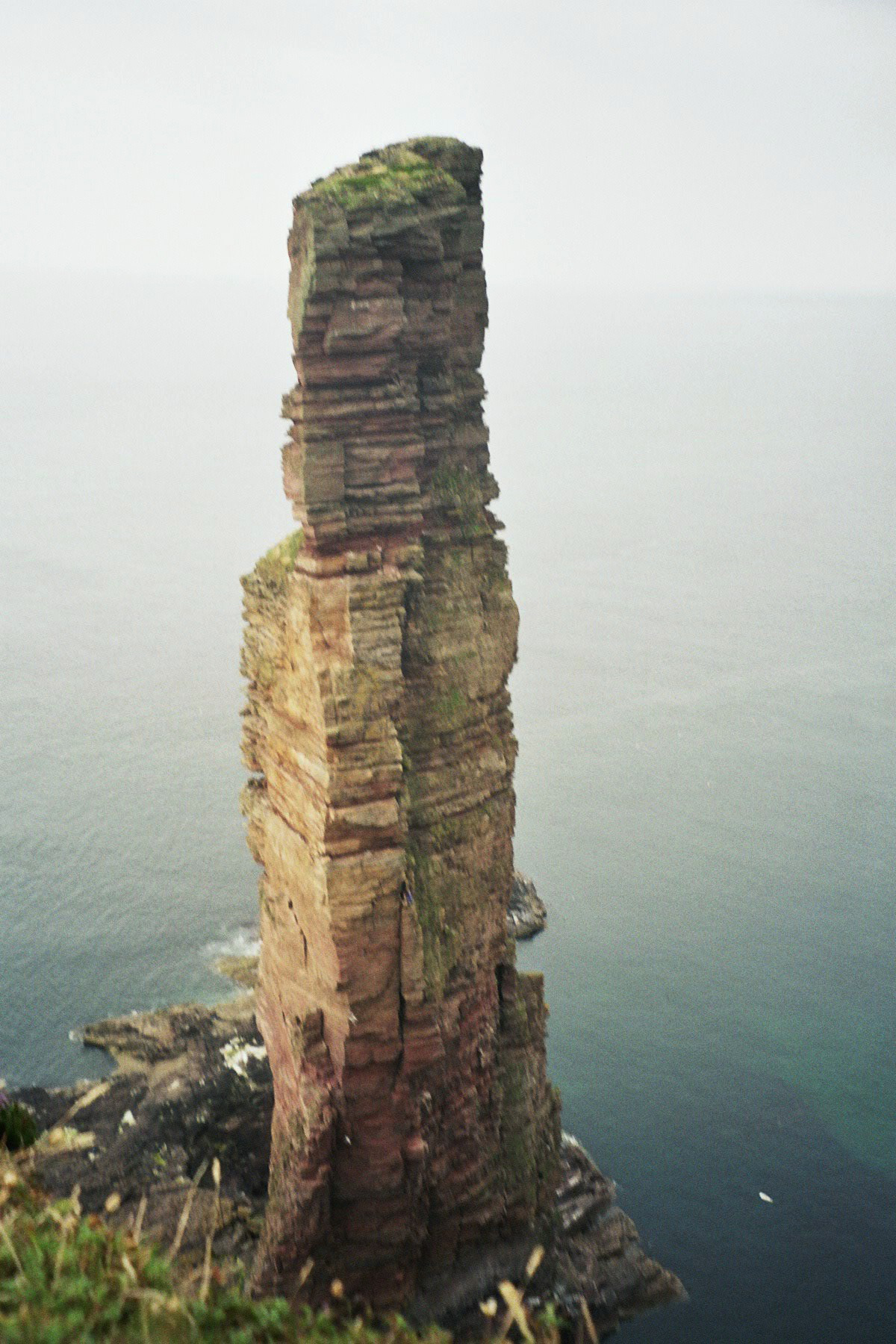
El Old Man of Hoy.

L'Old Man of Hoy és un agulla o pinacle —en geomorfologia, stack— de pedra arenisca vermella, de 137 metres d'altura sobre el mar, que s'alça sobre una base de roques ígnies basàltiques. Es troba prop de la badia de Rackwick, a la costa oest de l'illa d'Hoy, a les Illes Òrcades, Escòcia. Es tracta d'una distintiva fita visible des del ferri de Thurso a Stromness i es troba prop d'un altre lloc molt conegut, el Dwarfie Stane. També és un lloc famós d'escalada en roca .

## Història
El Vell té probablement menys de 400 anys i no podrà seguir en peus molt més, ja que hi ha indicis que aviat pot col·lapsar. En els mapes elaborats entre 1600 i 1750 l'àrea apareix com una punta, sense cap agulla o stack. William Daniell, un paisatgista, va esbossar el pinacle en 1817, com una àmplia columna amb una part superior més petita i un arc a la base, del que deriva el seu nom. Un gravat d'aquest dibuix està disponible en els museus locals. En algun moment de principis del segle xix, una tempesta va eliminar una de les cames deixant-ho en l'essencial tal com està avui dia, a pesar que l'erosió continua.
El Old Man apareix en el «Tràiler sketch» de l'episodi «Archaeology Today», de Monty Python's Flying Circus, en el qual la veu en off d'Eric Idle afirma que el cantant Lulu puja el Old Man. També apareix en la primera escena del vídeo de l'èxit de Eurythmics de 1984 «Here Comes the Rain Again». També hi ha una vella cinta fílmica (vegeu a baix referencia de Old Man of Hoy al cinema).

## Escalada
El pinacle va ser escalat per primera vegada l'any 1966 per Chris Bonington, Rusty Baillie i Tom Patey durant un període de tres dies, 13 anys després que la muntanya Everest fos abordada amb èxit. El 8-9 de juliol de 1967, un ascens va ser presentat en viu per la BBC en una retransmissió mòbil, que va congregar al voltant de 15 milions d'espectadors en el període de tres nit d'emissió. Comptava amb tres parelles d'escaladors: Bonington i Patey van reiterar la seva ruta original, mentre que dues noves línies es va pujar -per Joe Brown i Ian McNaught-Davis, i per PeteCrew i Dougal Haston.
El 8 de setembre de 2006, el pilar va ser escalat per sir Ranulph Fiennes (de 62 anys), com a preparació de la seva planejada ascensió a l'Eiger l'any següent. Va estar acompanyat per Sandy Ogilvie i Stephen Venables.
La columna té ara un bon nombre de rutes d'escalada, però la gran majoria d'ascensos, de 20 a 50 de mitjana en un any, són per la ruta original, la més fàcil, de grau britànic I1 (5b) (una de les rutes aconsegueix l'I6). Un petit llibre de registres de la RAF en un petit contenidor Tupperware està enterrat en un cairn en el cim i serveix com a registre dels escaladors.

## Salt BASE
En el matí del 16 de maig de 2008, la BBC Radio Orkney va anunciar que Roger Holmes, Gus Hutchinson-Brown i Tim Emmett havien realitzat el primer Salt BASE des de la part superior. El salt es va realitzar després de tres anys de planificació.
Una de les persones que van fer el salt, Gus Hutchinson-Brown, va morir un mes més tard, durant un altre salt a Suïssa.

## 'Old Man of Hoy' al cinema
hi ha una vella pel·lícula d'espionatge ("L'Espia en Negre", 1939) que situa la trama en aquest punt en arribar un submarí alemany a la fi de la primera conflagració mundial. El capità de l'O-029 ha de contactar a una mestra d'escola que en realitat ha estat suplantada per una espia alemanya. S'utilitza aquest punt com a referència perquè el submarí se situï i procedeixi al desembarcament. En aquesta cinta va actuar Conrad Veidt i la direcció va ser de Michael Powell.